# Belial

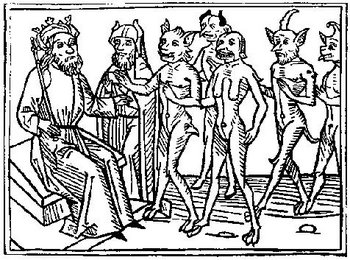
Belial

Belial é um demônio presente na mitologia cananita, que o determinava como o adversário do povo escolhido. É o 68º espírito listado na Goetia. No Cristianismo, Belial é mencionado também no Novo Testamento como o oposto da luz, do bem e de Jesus Cristo. Seria o mais importante demônio na Terra, que comandava as forças da escuridão contra os homens de bom coração. Criado junto a Lúcifer, de Belial foi dito ser um rei do inferno e comandante de 80 legiões.

## Bíblia Hebraica
O termo belial (בְלִיַּעַל bĕli-yaal) é um substantivo e adjetivo hebraico que significa «vileza», oriundo de duas palavras comuns: beli- (בְּלִי «sem») e ya'al (יָעַל «valor»): ou seja, «sem valor». O termo ocorre vinte e sete vezes no Texto Masorético, em versos como os que seguem:
- «Um homem vil» (em hebraico: «adam beli-ya'al») Provérbios 6,12

Dessas 27 ocorrências, a expressão «filhos de Belial» (בְּנֵֽי־בְלִיַּעַל beni beliyaal) aparece 15 vezes para indicar pessoas cruéis e maliciosas, incluindo idólatras (Deuteronômio 13:13, os homens de Gibeá (Juízes 19:22, Juízes 20:13), os filhos de Eli (1 Samuel 2:12, Nabal e Simei. Na Versão King James da Bíblia cristã, estas ocorrências são apresentadas com «Belial» iniciando com letra maiúscula (significando «filhos da Vileza»):
- «os filhos de Eli eram filhos de Belial» (VKJ)

Em versões modernas elas são normalmente lidas como uma frase:
- «os filhos de Eli eram ímpios» (NVI)

No texto hebreu a frase é «filhos de Belial» ou simplesmente «filhos da vileza». Entretanto as frases «filhos de» são uma expressão semítica comum como: »filhos da destruição» e «filhos da violação».

## Referência goética
Belial ou Beliel  é o Rei-Comandante de Sheol (parte das regiões infernais). Na demonologia cristã, é reconhecido como um antigo Anjo da Virtude, que após a queda junto com Lúcifer, foi transformado no demônio da arrogância e da loucura, ocupava o posto que agora pertence ao Arcanjo São Miguel. Também é responsável pela luxúria, e foi por sua causa que as cidades de Sodoma e Gomorra caíram em tentação. Ele aparece na forma de dois anjos sentados em uma carruagem de fogo.
«Que homens malignos saíram de meio de ti, incitaram os moradores da sua cidade, dizendo: Vamos, e sirvamos a outros deuses! - deuses que nunca conheceste» - 
Deuteronômio 13,13

## Edgar Cayce
Segundo Edgar Cayce, os Filhos de Belial eram os componentes de um grupo religioso na Atlântida, eram opostos aos Filhos da Lei Única. Compostos por magos negros e seus adeptos, os Filhos de Belial eram os responsáveis pela criação de monstros que tinham a função de escravidão na sociedade, eram materialistas e aos poucos perverteram a religião e criaram diversos rituais e sacrifícios.

## Etimologia
Belial (também conhecido como Belhor, Baalial, Beliar, Beliall, Belu, Beliel; do idioma hebreu, temos Bliyaal בליעל  - (Significado: «sem valia», «rebelde» ou, de acordo com a biblia satânica, «sem mestre»). Em livros antigos dos judeus, as crianças não circuncidadas eram alcunhadas como «filhos de Belial».
A etimologia para seu nome é incerta. Alguns estudiosos verteram diretamente do hebreu como «sem valor» (Beli yo'il), enquanto outros traduziram como «não escravizado» (Beli ol), «O que não tem derrotas» (Belial) ou «nunca vencido» (Beli ya'al). No Evangelho de Bartolomeu: «Em primeiro lugar eu era chamado Satanel, que era interpretado como mensageiro de Deus, mas quando rejeitei a imagem de Deus, meu nome foi mudado para Satanás, que é o anjo que guarda o Inferno». Apenas alguns poucos etimologistas assumiram essas transcrições literais como origem de suas pesquisas.

## Angelologia
Ele não pode resistir a tentação de gabar-se: «Eu era o primeiro dos anjos». Miguel supostamente era o segundo, Gabriel o terceiro, Uriel o quarto e Rafael o quinto. O orgulho desse anjo era verdadeiro pois seus irmãos são conhecidos como Anjos da Vingança, é o arquirrival de Fanuel.
Na Bíblia há menções a «Belial», não «Beliel», como podemos ver em II Samuel 22,5 ou II Coríntios 6,15, não encontrando em nenhuma parte Beliel.